# Hạ Hầu Uy
Hạ Hầu Uy (tiếng Trung: 夏侯威; bính âm: Xiahou Wei; 201? – 249?), tên tự là Quý Quyền (季權), là quan viên Tào Ngụy thời Tam Quốc trong lịch sử Trung Quốc.

## Cuộc đời
Hạ Hầu Uy là người huyện Tiếu, nước Bái, Dự Châu, là con trai thứ tư của danh tướng Hạ Hầu Uyên với em gái của Đinh phu nhân; là em trai của Hạ Hầu Hành, Hạ Hầu Bá, Hạ Hầu Xứng. Hạ Hầu Uy thời trẻ có phong thái nghĩa hiệp, có năng lực nhìn người. Quan hệ của Uy với hai công tử Tào Phi, Tào Thực đều vô cùng tốt đẹp. Có một lần, Tào Thực theo quân đánh trận trở về, Hạ Hạ Uy từ huyện Tiếu đến gặp Tào Thực, rồi tiễn đến tận Nghiệp Thành. Tào Thực cảm động chảy nước mắt, làm bài thơ Ly hữu khi chia tay.
Năm 211, Tào Phi được bổ nhiệm làm Ngũ quan Trung lang tướng, cho mở yến hội, mời Chu Kiến Bình đến đoán thọ cho bản thân và mọi người trong tiệc. Kiến Bình xem tướng cho Hạ Hầu Uy, nói rằng: Ngài năm bốn mươi chín tuổi làm Châu mục, nhưng sẽ có hạn, nếu qua được hạn, có thể thọ tới bảy mươi, ngôi vị đến chức Công phụ.
Thời Tào Ngụy, Hạ Hầu Uy gặp gỡ con cháu Thái Sơn Dương thị là Dương Hỗ. Uy thấy Hỗ dung mạo không tầm thường, lại bác học, có tài viết văn, giỏi ăn nói, nên vô cùng thưởng thức. Hạ Hầu Uy bèn làm mối, gả con gái của anh trai Hạ Hầu Bá cho Dương Hỗ. Quả nhiên sau này Dương Hỗ trở thành danh tướng, được phối thờ trong Võ miếu.
Hạ Hầu Uy làm quan đến chức Thứ sử Kinh Châu, rồi Thứ sử Duyện Châu khi được 49 tuổi. Thượng tuần tháng Chạp năm đó, Uy bị ốm, nhớ đến lời của Chu Kiến Bình, cho là bản thân sắp tới số, bèn soạn sẵn di lệnh cùng đồ lễ. Đến hạ tuần cùng tháng thì bệnh tình chuyển biến tốt, sắp khỏi hẳn. Quá trưa ngày 30, Hạ Hầu Uy cho gọi Kỷ cương Đại lại bày tiệc rượu, mời các quan viên trong châu đến dự. Trong tiệc, Uy nói: Bệnh của ta dần dần bình phục, sáng mai gà gáy, ta được năm mươi tuổi, lời cảnh báo của Kiến Bình, tất sai thật rồi.
Sau khi tan tiệc, Hạ Hầu Uy bỗng nhắm hai mắt. Bệnh tái phát đến nửa đêm thì chết. Triều đình Tào Ngụy truy thụy là Mục hầu.

## Gia đình
Con trai:
- Hạ Hầu Tuấn (夏侯駿; ? – ?), con trưởng của Hạ Hầu Uy, lấy con gái của Tư Mã Lượng, quan tới Thứ sử Tịnh Châu.[1] Năm 296, người Khương, Đê do Tề Vạn Niên cầm đầu nổi dậy. Nhà Tấn lấy Tư Mã Dung làm Chinh Tây đại tướng quân, Đô đốc Quan Trung chư quân sự, Chu Xử làm Kiến Uy tướng quân, lệ thuộc An Tây tướng quân Hạ Hầu Tuấn.[9] Tư Mã Dung cùng Hạ Hầu Tuấn cấu kết với nhau, ép Chu Xử phải xuất quân, sau đó từ chối cứu viện, khiến Chu Xử bị bao vây đến chết.[10]
- Hạ Hầu Trang (夏侯莊; ? – ?), tự Trọng Dung (仲容), con thứ của Hạ Hầu Uy, lấy con gái của Dương Đam (chú của Dương Huy Du và Dương Hỗ) và Tân Hiến Anh. Trang làm quan đến Thái thú Hoài Nam,[1] thụ tước Thanh Minh đình hầu (清明亭侯).[11]

Cháu:
- Hạ Hầu Trạm (夏侯湛; 243 – 291), tự Hiếu Nhược (孝若), con trai của Hạ Hầu Trang, quan đến Tán kỵ Thường thị, văn học gia thời Tây Tấn.[1][8]
- Hạ Hầu Thuần (夏侯淳; ? – ?), tự Hiếu Xung (孝沖), con trai của Hạ Hầu Trang, quan đến Thái thú Dặc Dương, văn học gia thời Tây Tấn.[8]
- Hạ Hầu Uyển (夏侯琬), Hạ Hầu Thao (夏侯瑫), Hạ Hầu Mô (夏侯謨), Hạ Hầu Tổng (夏侯總), Hạ Hầu Chiêm (夏侯瞻), con trai của Hạ Hầu Trang, em trai của Hạ Hầu Trạm và Hạ Hầu Thuần.[8]
- Hạ Hầu Quang Cơ (夏侯光姬; ? – ?), tự Đồng Hoàn (銅環), con gái trưởng của Hạ Hầu Trang, gả cho Lang Gia vương Tư Mã Cận, sinh ra Tư Mã Duệ (sau là Tấn Nguyên Đế).[1][11]
- Hạ Hầu thị (夏侯氏; ? – ?), con gái thứ của Hạ Hầu Trang, gả cho Vương Chính (con trai của Vương Lãm), sinh ra Vương Khoáng, Vương Dị, Vương Bân.[12] Vương Khoáng là cha của thư pháp gia Vương Hi Chi.[13]
- Hạ Hầu thị (夏侯氏; ? – ?), con gái của Hạ Hầu Trang, phong hiệu Quảng Xương hương quân (廣昌鄉君), chết đầu thời Đông Tấn.[14]

Chắt:
- Hạ Hầu Thừa (夏侯承; ? – ?), tự Văn Tử (文子), con trai của Hạ Hầu Thuần. Thời Ngũ Hồ loạn Hoa, gia tộc Hạ Hầu hầu như bị diệt, chỉ có Hạ Hầu Thừa chạy thoát xuống phía nam nương nhờ anh họ Tư Mã Duệ, nhận chức An Đông quân sự, sau dời Thái thú Nam Bình.[8] Năm 322, Vương Đôn làm binh biến. Hạ Hầu Thừa cùng Thứ sử Lương Châu Cam Trác, Ba Đông Giám quân Liễu Thuần[e], Thái thú Nghi Đô Đàm Cai truyền hịch thảo phạt Vương Đôn. Do Cam Trác không chịu xuất quân, nên quân Tấn thua trận.[16] Vương Đôn khống chế triều đình, muốn giết Hạ Hầu Thừa, nhưng anh họ Thừa là Vương Dị[f] cầu tình nên bảo vệ được tính mạng. Cuối cùng, Hạ Hầu Thừa làm đến chức Tán kỵ Thường thị.[8]

## Trong văn hóa
Trong tiểu thuyết Tam quốc diễn nghĩa của La Quán Trung, Hạ Hầu Uy xuất hiện ở hồi 102, là con trai thứ hai của Hạ Hầu Uyên (thay vì con thứ tư), làm tướng lĩnh Tào Ngụy. Năm 234, Thừa tướng Thục Hán Gia Cát Lượng ra quân Kỳ Sơn, khiến Ngụy chủ Tào Duệ vô cùng lo lắng, triệu Tư Mã Ý hỏi kế. Tư Mã Ý tiến cử bốn anh em Hạ Hầu Bá, Hạ Hầu Uy, Hạ Hầu Huệ, Hạ Hầu Hòa. Hạ Hầu Uy giỏi cung ngựa, cùng anh trai Bá được phong làm tả hữu tiên phong, cho quân dựng trại ở Vị Tân. Gia Cát Lượng dự định nghi binh đánh Bắc Nguyên rồi cho quân vượt Vị Thủy chiếm mé nam sông. Tư Mã Ý đoán được, bố trí các tướng mai phục. Hạ Hầu Bá, Hạ Hầu Uy dẫn quân lên núi Nam Sơn chờ quân Thục hỗn loạn thì ra đánh.
Năm 238, Tư Mã Ý dẫn quân bình định Công Tôn Uyên. Hạ Hầu Bá, Hạ Hầu Uy mai phục ở Lương Thủy, đánh bại quân Liêu do Ti Diễn, Dương Tộ chỉ huy. Sau Hạ Hầu Uy cùng Hạ Hầu Bá, Hồ Tuân, Trương Hổ, Nhạc Lâm tham gia bao vây, bức cha con Công Tôn Uyên đầu hàng.